# Tammerfors ekonomiska region
Tammerfors ekonomiska region (finska: Tampereen seutukunta) är en av ekonomiska regionerna i landskapet Birkaland i Finland. 
Folkmängden i Tammerfors ekonomiska region uppgick den 1 januari 2024 till 417 690 invånare, regionens  totala areal utgjordes av 6 201 kvadratkilometer och landytan utgjordes av 5 062  kvadratkilometer.  I Finlands NUTS-indelning representerar regionen nivån LAU 1 (f.d. NUTS 4), och dess nationella kod är 064.

## Förteckning över kommuner
Tammerfors ekonomiska region består av följande tio kommuner: 
- Birkala kommun
- Kangasala kommun
- Lembois kommun
- Nokia stad
- Orivesi kommun
- Pälkäne kommun
- Tammerfors stad
- Tavastkyro kommun
- Vesilax kommun
- Ylöjärvi kommun

Samtliga kommuners språkliga status är enspråkigt finska.